# دارك بولتكس

## شركة دارك بوليتكس
المعروفة أيضًا باسم دارك بوليتكس ذ.م.م، هي شركة إعلامية وإخبارية أسسها الصحفي والسياسي الكويتي بشار الصايغ مع مجموعة من المتخصصين في مجالات السياسة والإعلام. وقد حصلت الشركة على تراخيص رسمية من الحكومة الكويتية لتقديم خدماتها السياسية والإعلامية. تم تسجيلها في الولايات المتحدة وأيضًا في الكويت.

## ملخص
بالإضافة إلى أنشطتها السابقة، تقوم الشركة حاليًا بإجراء الأبحاث والدراسات واستطلاعات الرأي، بالإضافة إلى نشر مجلة شهرية تحمل اسم "Dark Politics" (بالعربية: دارك بولتكس) (ISSN 2789-3162). تتناول المجلة مواضيع سياسية وتقارير مرتبطة بالوضع الراهن، كما تنشر أيضًا إجابات البرلمان وتقارير لجان مجلس الأمة الكويتي.

## التحقق من الحقائق
أطلقت الشركة خدمة التحقق من الأخبار والأحداث على منصات التواصل الاجتماعي مثل تويتر وإنستغرام في بداية نشاطها، بهدف تقديم معلومات موثوقة وصحيحة لمستخدمي هذه الشبكات.
تطورت الخدمة من التحقق من الأخبار والأحداث إلى التحقق من صحة تصريحات السياسيين، بما في ذلك الوزراء والممثلين، وكذلك صحة المعلومات التي يعلنونها. يهدف ذلك إلى إبلاغ المواطنين بحقيقة وصلاحية هذه التصريحات.